# Bruno Madrigal
Bruno Madrigal es un personaje ficticio que aparece en la película número 60 de Walt Disney Animation Studios titulada, Encanto (2021). Interpretado originalmente con la voz de John Leguizamo en su versión en inglés y por, Alejandro Riaño en su versión en español. Es el tío condenado al ostracismo de Mirabel Madrigal que tiene la capacidad de ver el futuro. Bruno es el tema principal de la canción «We Don't Talk About Bruno» (en español: «No se habla de Bruno») (2021).

## Desarrollo
Bruno era originalmente más joven, de la misma edad que Mirabel, y era representado como «una especie de tío gordito y divertido que Mirabel conoció al principio de la película», según el codirector Byron Howard. Su nombre original era Óscar, pero el equipo creativo exploró otras opciones debido a la cantidad de Óscar Madrigal que existen en la vida real en Colombia. El compositor Lin-Manuel Miranda eligió a Bruno de una lista de nombres potenciales, incluidos Arlo, Andre, Anko, Marco y Emo, porque permitía la pegadiza línea «Bruno, no, no, no» en la canción de Encanto, «We Don't Talk About Bruno».
Una idea para el disfraz de Bruno era que usara una alfombra que encontró en la casa. La versión final de su traje «está destinada a ser el viejo atuendo ceremonial que solía usar cuando tenía visiones del futuro para las personas que iban a verlo», según la desarrolladora visual Meg Park.

## Recepción
Varios espectadores han teorizado que Bruno podría ser neurodivergente o tener una enfermedad mental. Princess Weekes de The Mary Sue escribió que Bruno representa un patrón común en las familias, el de «forasteros deprimidos que aman a su familia, pero sienten que su presencia hace más daño que bien». La terapeuta Kadesha Adelakun, quien fue entrevistada por CNN, compartió cómo las personas se identifican con Bruno: «Tenemos familiares que también son neurodivergentes o tienen problemas de salud mental, y debido a que son diferentes, son rechazados o no se habla de ellos».

### Trabajos citados
Jones, Juan Pablo Reyes Lancaster (23 de noviembre de 2021). The Art of Encanto (en inglés). San Francisco: Chronicle Books. ISBN 978-1-7972-0086-6.